# Nâves-Parmelan
Nâves-Parmelan település Franciaországban, Haute-Savoie megyében. Lakosainak száma 1001 fő (2022. január 1.). Nâves-Parmelan Dingy-Saint-Clair, Villaz és Annecy községekkel határos.

## Népesség
A település népességének változása:
| Lakosok száma | 945  | 965  | 1014 | 969  | 982  | 1006 | 1003 | 1002 | 1001 |
|               | 2013 | 2015 | 2016 | 2017 | 2018 | 2019 | 2020 | 2021 | 2022 |